# パトリシア・アヤメ・トムソン
パトリシア・アヤメ・トムソン（Patricia Ayame Thomson）は、アメリカ合衆国の女優、声優である。

## 来歴
アメリカのテレビドラマや映画などへの出演で知られるトムソンは、東京に生まれた。父親はアメリカ人で母親は日本人。13歳から日本国内でモデルとして活動をはじめ、資生堂などの広告にも登場。東京都福生市にある横田基地内の高校を卒業後、カリフォルニア大学ロサンゼルス校へ進学して演劇を学ぶ。
その後ティム・ロビンスが主宰する劇団アクターズ・ギャングへ所属して女優活動をスタートさせ、1983年に『パトカーアダム30』で本格デビューを果たした。1985年からジャック・ウォーデン、ジョン・ルービンスタインが親子を演じたテレビシリーズ『私立探偵ハリー』では、ルービンスタイン演じる弁護士事務所の中国系アメリカ人の秘書役で準レギュラーとして出演し、同作品はNHKでも放映されている。英語と日本語の両方が話せるため、日本人としての役柄での出演作も多い。1980年代から1990年代にかけて主にテレビシリーズやテレビドラマを中心に活躍した。

## 出演作品

### 映画
- A Bunny's Tale (1985) ※テレビ映画
- Bob Hope Buys NBC? (1985) ※テレビ映画
- マイク・ザ・ウィザード The Wizard of Speed and Time (1988)
- ライジング・サン Rising Sun (1993)
- ラグラッツのパリ探検隊 Rugrats in Paris: The Movie - Rugrats II (2000) ※声の出演
- Operation Repo: The Movie (2009)

### テレビドラマ
- パトカーアダム30 T.J. Hooker (1983)
- ナイトライダー Knight Rider (1984)
- Divorce Court (1984)
- 私立探偵マグナム Magnum, P.I. (1985)
- Tales of Meeting and Parting (1985)
- 私立探偵ハリー Crazy Like a Fox (1985 - 1986)
- Stingray (1986)
- Too Close for Comfort (1986)
- Better Days (1986)
- Superior Court (1986)
- レストランは大騒ぎ It's a Living (1987)
- Throb (1987)
- Jake and the Fatman (1987)
- アルフ ALF (1987)
- She's the Sheriff (1988)
- Sonny Spoon (1988)
- A Fine Romance (1989)
- Dear John (1989)
- 227 (1989)
- ライフ・ゴーズ・オン Life Goes On (1991)
- となりのサインフェルド Seinfeld (1991)
- かっとび放送局WKRP The New WKRP in Cincinnati (1991)
- ストリート・ジャスティス Street Justice (1992)
- レイブン Raven (1992)
- バークにまかせろ Burke's Law (1995)
- Pointman (1995)
- ウェイアンズ兄弟 The Wayans Bros. (1995)
- ウイングス Wings (1995)
- デイズ・オブ・アワ・ライブス Days of Our Lives (1995, 1996, 2003)
- Saved by the Bell: The New Class (1996)
- フレンズ Friends (1998)
- America's Court with Judge Ross (2013)

### ビデオゲーム
- Fear Effect (2000)

## 参照
1. ↑  http://www.filmreference.com/film/12/Patricia-Ayame-Thomson.html
2. 1 2  “Patricia Ayame Thomson Biography”. 2014年7月27日閲覧。
3. 1 2  “Patricia Ayame Thomson's Homepage”. 2014年7月27日閲覧。